# Акропол (Атина)
Акрополът в Атина (на старогръцки: Ἀκρόπολις τῶν Ἀθηνῶν, на гръцки: Ακρόπολη Αθηνών) е древна цитадела, най-известният запазен акропол в Гърция.
Въпреки наличието на много различни акрополи в цяла Гърция, поради значимостта си за историята на Древна Гърция, именно този е наричан накратко Акрополът. Той датира още от Микенската епоха (II хил. пр. Хр.) и се смята, че на него е бил разположен царски дворец.
В 447 година пр. Хр. по инициатива на Перикъл на Акропола започва ново строителство. Това е т. нар. епоха на „Златен век“ в историята на Древна Атина. Работата е под ръководството на прочутия скулптор Фидий, който е имал единен художествен замисъл за целия ансамбъл. Архитекти са били Иктин и Каликрат.
През 437 г. пр. Хр. започва изграждането на Пропилеите на Мнесикъл – монументалният вход към Акропола. Пропилеите са завършени през 432 г. пр. Хр. От дясната страна на Пропилеите се издига малкият йонийски храм на Атина Нике. Той е завършен между 421 г. пр. Хр. и 415 г. пр. Хр.

## История
Акрополът (гръцката дума „Akropolis“ означава „град върху хълм“) е бил населен още през неолита, за което съдим по откритите останки на жилища и гробове. Мястото е естествено укрепено и винаги е било достъпно само от запад. Първите допълнителни укрепления датират от микенската епоха и днес все още са видими следи от тях, особено на югоизток от Пропилеите. По-късните запазени крепостни стени са издигнати след Гръко-персийските войни през V век пр. Хр. (северната стена при Темистокъл, а южната при Кимон)
През микенската епоха, върху Акропола се е издигал укрепен дворец, седалище на най-старите владетели на Атина, които в по-късните епохи са почитани с култ на герои. В края на II хил. пр.н.е. микенската култура е унищожена от дорийците, нахлули от север, но те не успяват да превземат Акропола. Това което не успяват да сторят дорийците, се удава на персите през 480 г. пр.н.е., които превземат Акропола (макар и за кратко) и унищожават намиращите се там сгради и паметници.
Възстановяването на Акропола при управлението на Перикъл (444 – 429 г. пр.н.е.) през втората половина на 5 век пр.н.е., когато Атина е в апогея на своята мощ, е най-амбициозното начинание в историята на гръцката архитектура. Перикъл замисля и превръща крепостта на града, където се помещава главното светилище на полиса, в паметник на славата и величието на Атина. Акрополът е светилище с храмове и олтари, укрепление и обществен център. Тук се е пазила държавната хазна (от 454 г. пр.н.е.), помещавали са се библиотека и картинна галерия.
Храмът бил построен в по-ранно време, но бил разрушен от персите през 480 г. пр. Хр. по време на гръко-персийските войни. През 454 г. пр. Хр. касата на Първия Атински морски съюз е била пренесена от о. Делос в Атина, където на власт е Перикъл. Създаването на Партенона е било част от целта на Перикъл – Атина да придобие водещо място не само във военната и икономическата област, но и в областта на религията и изкуството.
Сградите, скулптурите и релефите на Акропола са били оцветени (както навсякъде в древна Елада). Дори гръцкият мрамор е бил полихромиран, както и по-старите скулптори и постройки от порос.
Повечето строителни работи за украсата на атинския Акропол са извършени през годините след 448 г. пр.н.е., когато е създадена специална строителна комисия. В състава на комисията влизат изтъкнати архитекти, живописци, скулптори, сред които се откроява Фидий, спечелил си вече името на голям майстор. От неговите скулптури правени преди Партенона, не е запазено нищо. За този период от творчеството му се знае от писмени източници и предания на неговите съвременници. Той създава статуята на Атина Промахос (закрилница в битки), дванадесетметровата статуя на Атина Партенос (девойка) и други статуи на богинята – Атина Лемноска, Атина Арейя. Фидий посвещава на Акропола шестнадесет години от своя живот. Под неговото ръководство израства прекрасен архитектурно–скулптурен ансамбъл.
Според легендата, Ерехтейонът е разположен на мястото, където Посейдон, брат на Зевс, предявил пръв властта си над града. Той забил тризъбеца си в скалите на Акропола и оттам бликнал извор. По-късно Зевс дал предимство на Атина, защото тя подарила маслиненото дръвче в града, преди да бликне изворът. В Ерхетейона са се намирали свещеното маслинено дърво на Атина, скално изсичане (приемано като „следата от тризъбеца на Посейдон“) и свещения извор, около които обекти се е зародил полисния култ. Атиняни са вярвали, че там живее героят-основател на града Ерехтей, във формата на змия.

## Описание
Акрополът е разположен на плосък скалист хълм, издигащ се на 150 м над морското равнище в град Атина, Гърция. Възвишението от синкаво-жълт варовик, издигащо се 60 – 70 метра над околния терен, с дължина около 300 метра и двойно по-малка ширина, е най-високият хълм в околността.Пропилеите са монументалният вход към Акропола.
Най-голямата постройка е Партенонът. Партенонът е храм на богиня Атина, наречена „партенос“ (παρθένος) или девица. Негови архитекти са Иктин и Каликрат (448 до 432 г. пр.н.е.). Партенонът съчетава белезите на два древногръцки стила – дорийски и йонийски. Външните колони и фриз са изпълнени в дорийски стил (с триглифи и метопи); вътрешният фриз е в непрекъснат йонийски стил; в йонийски стил са и вътрешните колони). От естетическа гледна точка основният недостатък на дорийския ордер е неговата масивност и строгост, но Партенонът, макар да е най-големият храм в Гърция, изглежда много по-малко масивен. Този ефект е постигнат чрез олекотяване и преразглеждане на пропорциите. Партенонът увенчава най-високата част на Акропола и се вижда от всяка част на Атина по времето на Перикъл. Построен е от светъл мрамор. Скулптурната му украса принадлежи към най-големите шедьоври на гръцката класика. Голяма част от тези творби са пренесени в Лондон (Британски музей) от лорд Томас Елгин, британски посланик в Османската империя в началото на XIX век. В храма е била съхранявана статуята на Атина Партенос от злато и слонова кост, висока дванадесет метра, дело на Фидий, от която днес са запазени само римски копия.
Вляво от Партенона се намира по-малък йонийски храм, наречен Ерехтейон, който подслонява няколко божества. Това са Атина Полиас и Посейдон, а също така и Хефест, херосите Бутес и Кекропс. В Ерехтейона се съхранявал ксоанона на богиня Атина. Там била и свещената маслина на богинята, а също и соленият извор, който Посейдон направил с тризъбеца си при спора с Атина за покровителството на града.
Ерехтейонът е изящен образец на йонийския ордер. Разположен в северния край на Акропола, срещу Партенона, той е построен от мрамор между 421 и 405 г. пр.н.е., вероятно от Мнесикъл. Подобно на Пропилеите, и той е чудесно пригоден към неравния и стръмен терен: източната половина на зданието е с 3 м. по-високо от западната. Планът му е по-особен и единствен по рода си, тъй като има три фасади (портици) – източна, северна и южна. Всичките са на различни нива, както поради различните нива на скалата, така и защото храмът е посветен на много божества – Атина, Посейдон, Хефест, както и на атинските митични герои Ерехтей (чието име носи храмът) и брат му Бутес. Главният вход, който е от източната страна, води за целата (стая) на Атина Полиас. Там се е съхранявала дървена статуя (ксоанон) на богинята, която е била обект на култова почит – всяка година са я преобличали с новоизтъкания от девойките пеплос. През един по-ниско разположен портик от север се влиза в помещенията, посветени на Посейдон и Ерехтей. Третият вход, от южната страна, представлява друг, по-малък портик към същата цела.
Трите портици на Ерхетейона са различни. Два от тях се крепят на стройни йонийски колони, а покривът на южния портик почива върху шест кариатиди (скулптурни женски фигури изпълняващи конструктивна функция на колони), малко по-големи от човешки ръст, съчетаващи силата и красотата, характерни за произведение от класическия период. Статуите органично са свързани с архитектурата: освен че изпълняват конструктивна роля на колони, те ярко изпъкват върху фона на гладката мраморна стена на храма. Девойките са представени в свободни пози, облеклата им се стелят надолу на богати дипли. Създава се впечатление, че те бавно шестват напред. С лявата си ръка всяка от девойките е придържала леко края на дрехата си, а с дясната е държала фиала – съд за възлияния при жертвоприношение.
Освен кариатидите, скулптурната декорация на Ерехтейона е ограничена до фриза, от който е оцеляла съвсем малка част. Фронтоните остават неукрасени, вероятно поради липсата на средства в края на Пелпонеската война (431 – 404 г. пр.н.е.). Резбите върху основите и капителите на колоните, както и на рамките на входовете и прозорците, са невероятно изтънчени и богати.
Ерхетейонът в контраст с простия и строг Партенон изглежда почти чудноват. Според някои изследователи в откритата през 1939 г. гробница на северния склон е гробът на Ерехтей.

### Религиозни функции
На празненствата в чест на Атина (Панатенеи) всенародно шествие се е отправяло към Акропола. То е носело дар на богинята-покровителка на града – пеплос (дреха-покривало), изтъкан от ръцете на атински девойки. Младежите са премервали гимнастическите си умения в състезания в чест на Атина. Празненството завършвало с общ пир на Акропола. Процесията се е изкачвала по каменната пътека към главния западен вход на Акропола – Пропилеите. Те са построени от архитекта Мнесикъл през 437 – 432 г. пр.н.е. Главният вход към пропилеите е бил увенчан с шест величествени, високи близо девет метра колони, от които сега е запазена само една. Пропилеите се състоят от две крила – южно, по-голямо, и северно, значително по-малко. От ляво към портика на Пропилеите е била прилепена прочутата атинска Пинакотека – първата в света картинна галерия, в която са се съхранявали картините на прочути атински художници от класическия период на древногръцкото изкуство. Тези картини са имали митологични сюжети, рисувани са върху дъска и са представлявали в повечето случаи дар за богинята. От дясната страна на Пропилеите е изградена една издатина от мраморни блокове – Пиргос, върху която се издига изящен храм на Атина Нике Аптерос (Безкрилата Победа). Строителството на този храм, което се приписва на архитекта Каликрат, е завършено през 427 – 424 г. пр.н.е. в чест на победата над персийските нашественици. Вътрешните размери на храма са малки – 4,19 x 3,78 м. В това пространство някога е била поставена статуята на богинята. В замяна на това, външното въздействие на почти квадратната сграда с йонийски колони е необикновено силно.
Изкачвайки се по стъпалата на Пропилеите, процесията се е озовавала на голям площад. Пред нея се е издигала осемметровата бронзова статуя на Атина Промахос (защитаваща в битка), излята от Фидий. Тя е била символичен център на целия ансамбъл – блясъкът на отразените от нея слънчеви лъчи, се е виждал далеч от морето и е бил първият сигнал за корабите, че приближават Атинското пристанище.
Минавайки край Партенона, шествието се е насочвало към Ерехтейона – храмът, в който се извършват основните религиозни обреди в полисния култ на Атина Полиас (Атина на полиса). Главният олтар на Акропола е бил разположен именно пред него. Олтарът пред Ерехтейона е бил крайната цел на прочутото панатенейско шествие – там е бил извършван основният религиозен обред – жертвоприношението за богинята Атина.

## Реставрация
През 1832 г. архитектът Лео фон Кленце ръководи реставрацията на Акропола. 
Днес, за да бъдат спасени от въздействието на индустриалния дим, останалите в Атина оригинални кариатиди са пренесени в музея на Акропола, а на тяхно място са поставени копия (атинска кариатида има и в Британския музей).
През 2001 – 2006 г. са проведени основни укрепващи и реставрационни дейности на Акропола, като опит да се съхрани безценното културно наследство на древногръцката класика. От 1987 г. Акрополът се намира под закрилата на ЮНЕСКО.

## Значение
Акрополът е място, което е имало голямо религиозно и обществено значение в културата на древна Елада, и което играе особена роля за развитието на европейската култура до съвременността – паметниците на Акропола въплъщават от една страна демократичното устройство на държавата, а от друга – хуманизма и антропоцентризма като белег на културата. Пропилеите, Партенонът, Ерхетейонът, датиращи от епохата на най-големия разцвет на гръцката архитектура (V век пр.н.е.), са заплашени днес от пълно разрушение, в резултат на влиянието на индустриалното замърсяване на въздуха в съвременна Атина. Тези процеси оказват въздействие не само върху мрамора, но и върху варовика, основната скала, влизаща в състава на това възвишение.

## Галерия
- Партенонът
- Реконструкция на Акропола
- Портата на Акропола

### Видео
- Acropolis of Athens, Full Reconstruction, animation by the Technological Research Institute, University of Santiago de Compostela, on YouTube
- Timelapse video of Acropolis during Earth Hour 2010 Timelapse showing how the Acropolis of Athens switched off & on the lights during Earth Hour 2010
- The Acropolis in 1955
- The Acropolis in 1969
- Greek Glory A tour of ancient Greek buildings and monuments in Athens in the 1940s
- Acropolis of Athens from the old Greek TV show „Ελλάδος Περιήγησις...“ (Greece Tours), 1998
- Athens, Greece: Ancient Acropolis and Agora by Rick Steves